# Автошлях Т 2202
Автошлях Т2202 — автомобільний шлях місцевого значення довжиною 79 км, що проходить через Каховський, Чаплинський та Красноперекопський райони через населенні пункти Цукури — Чаплинку — Армянськ — Перекоп.